# Дардо (БМП)
«Дардо» (итал. Dardo — «стрела»), на этапе проектирования (1980-е гг.) имела обозначение VCC-80 ( итал. Veicolo da combattimento corazzato) — боевая машина пехоты (БМП) 1980 г. разработки. Создана концерном Iveco FIAT Oto Melara по заказу Армии Италии на создание единого шасси для боевых машин различного назначения, включая БМП для замены устаревших бронетранспортёров M113. Первая партия из 200 «Дардо» была заказана армией в 1991 году, а серийное производство осуществлялось с 1996 по 2005 год. Первоначально армия планировала приобрести 500 БМП этого типа, но после сокращения финансирования в 2005 году, производство ограничили 200 экземплярами. «Дардо» на экспорт не поставлялись и состоят на вооружении только Армии Италии, использовавшей их в Ираке и эпизодически — в Афганистане, куда было отправлено десять машин для усиления итальянского контингента.
«Дардо» имеет классическую компоновку:моторно-трансмиссионное отделение размещено в передней части корпуса, десантное в задней. Развитая система управления, включающая стабилизированные обычные оптические и тепловизионные приборы наблюдения и электрические приборы наведения, обеспечивают возможность стрельбы по цели как наводчику, так и командиру. Характерной особенностью машины является то, что при стрельбе гильзы от пушки и пулемёта выбрасываются наружу через специальный двухстворчатый люк на левом борту башни.

## Бронезащита
Бронекорпус машины сварной из бронеплит алюминиевого сплава, поверх которого на шпильках установлены стальные бронелисты. Судя по опубликованным фото, стальные экраны на башне установлены в лобовой проекции и частично по бортам - в их передних зонах.
В переднем секторе обстрела лобовая броня БМП «Дардо» выдерживает поражение 25-мм бронебойным подкалиберным трассирующим снарядом типа APDS-T, дистанция непробития засекречена. Сказанное в целом отвечает требованиям Уровня 5 STANAG 4569. Бортовая броня выдерживает поражение 14,5-мм бронебойно-зажигательной пулей Б-32. Предусмотрена возможность установки комплекта динамической защиты.

## Варианты модернизации БМП
По заявлению компании Oto Melara, к 2003 году разработан усовершенствованный вариант БМП, отличительными особенностями которого являются: ИК-перископ наводчика нового поколения компании Galileo Avionoca, панорамный перископ командира и объединенный комплекс навигации, командования и боевого управления SICCONA. В качестве мер дальнейшего повышения боевых возможностей Dardo названы: комплекты повышения противоминной стойкости, комплекты для уменьшения ИК- и электромагнитной заметности машины, двигатель увеличенной до 620 л. с. мощности, гидропневматическая подвеска, а также вариант с удлиненным бронекорпусом с семью опорными катками, вместо принятого с шестью катками. Разработан вариант с дополнительным навесным бронированием. При установке навесной пассивной защиты (added-on passive armor) боевая масса «Дардо» увеличивается до 26 т.

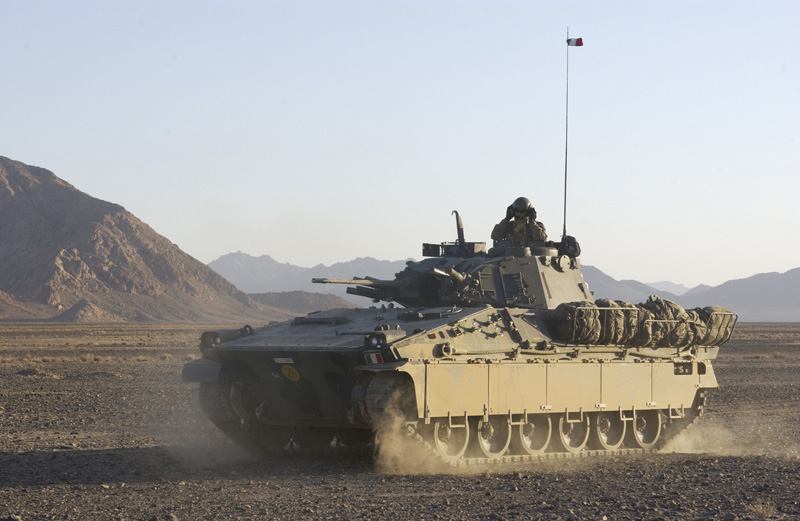
БМП «Дардо» выполняет задачу патрулирования. Афганистан, май 2001.
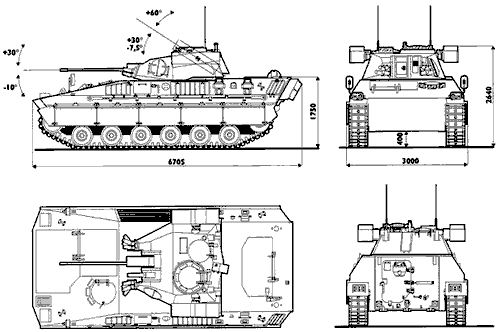
Основные проекции БМП «Дардо».
- Дардо 1-го берсальерского полка бригады «Гарибальди» в Чинку (Румыния).

## На вооружении
- Италия: 165 единиц VCC-80 Dardo на вооружении по состоянию на 2024 год[3].